# Покровское-Жуково

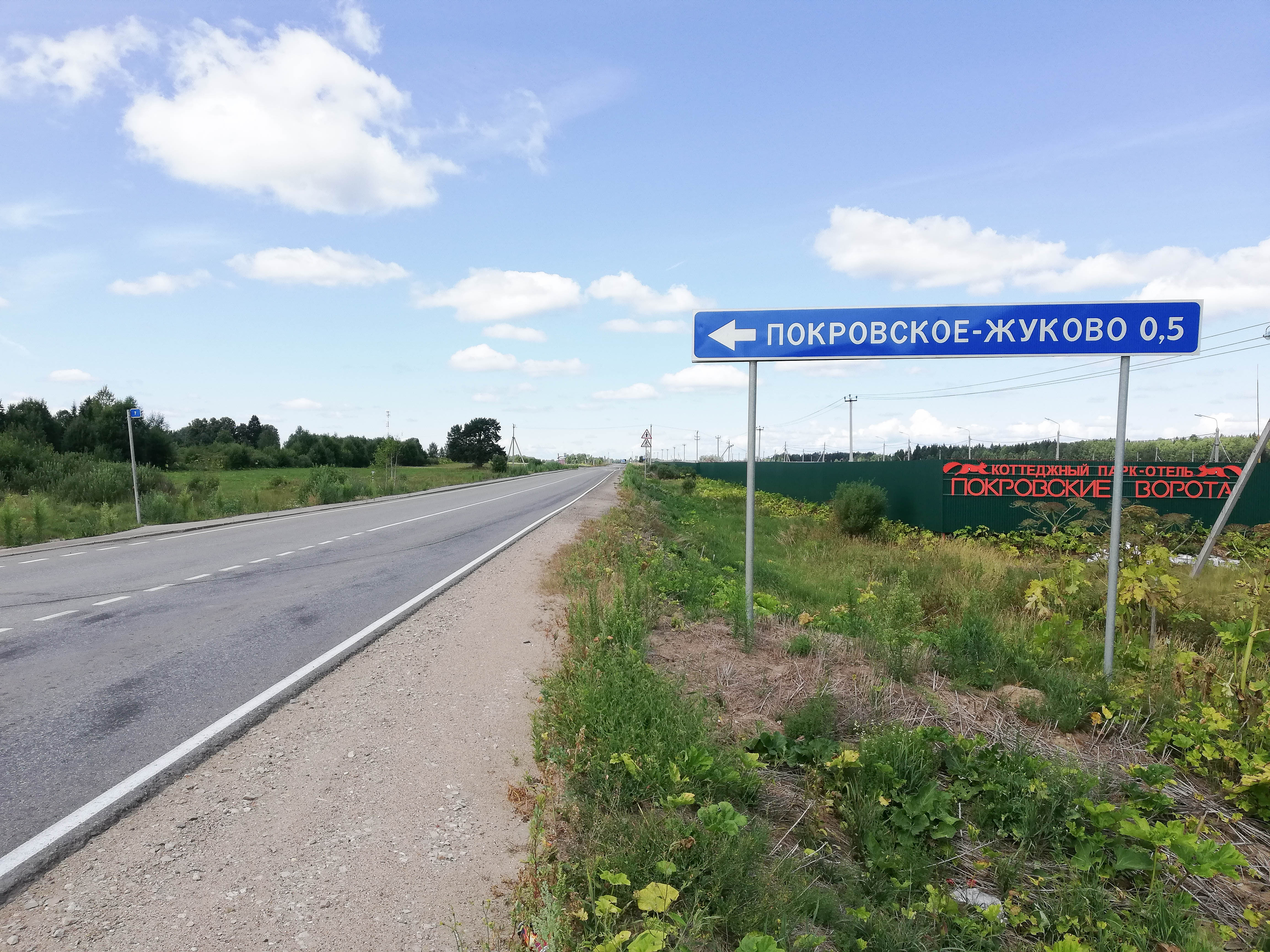
Указатель поворота с автодороги на деревню

Покровское-Жуково — деревня в Клинском районе Московской области, в составе Нудольского сельского поселения. Население — 10 чел. (2010). До 2006 года Покровское-Жуково входило в состав Нудольского сельского округа.
Деревня расположена на юго-западе района, на границе с Истринским районом, примерно в 30 км к юго-западу от райцентра — города Клина, на левом берегу реки Вельги (левый верхний приток реки Нудоли), высота центра над уровнем моря 216 м. Ближайший населённый пункт — Вертково в 0,5 км на запад. У северной окраины деревни проходит региональная автодорога 46К-9310 Павельцево — Нудоль.

## Население
| 2002 | 2006 | 2010 |
| ---- | ---- | ---- |
| 37   | ↘13  | ↘10  |